# Сиявское сельское поселение
Сия́вское се́льское поселе́ние (чув. Сиява ял тӑрӑхӗ) — муниципальное образование в Порецком районе Чувашской Республики Российской Федерации.
Административный центр — село Сиява.

## История
Статус и границы сельского поселения установлены Законом Чувашской Республики от 24 ноября 2004 года № 37 «Об установлении границ муниципальных образований Чувашской Республики и наделении их статусом городского, сельского поселения, муниципального района и городского округа»

## Население
| 2010 | 2012 | 2013 | 2014 | 2015 | 2016 | 2017 |
| ---- | ---- | ---- | ---- | ---- | ---- | ---- |
| 633  | ↘590 | ↘586 | ↘554 | ↘510 | ↘500 | ↘473 |
| 2018 | 2019 | 2020 | 2021 |      |      |      |
| ↘457 | ↘422 | ↘405 | ↘395 |      |      |      |

## Состав сельского поселения
| № | Населённый пункт | Тип населённого пункта       | Население |
| - | ---------------- | ---------------------------- | --------- |
| 1 | Гарт             | село                         | ↗168      |
| 2 | Долгая Поляна    | посёлок                      | →78       |
| 3 | Красноглухово    | посёлок                      | →17       |
| 4 | Никольское       | деревня                      | →44       |
| 5 | Сиява            | село, административный центр | ↘327      |